# Sveva Gerevini
Sveva Gerevini (* 31. Mai 1996 in Cremona) ist eine italienische Leichtathletin, die sich auf den Siebenkampf spezialisiert hat und aktuell Inhaberin des Landesrekordes ist.

## Sportliche Laufbahn
Erste internationale Erfahrungen sammelte Sveva Gerevini im Jahr 2017, als sie bei den U23-Europameisterschaften in Bydgoszcz mit 5437 Punkten auf den 17. Platz im Siebenkampf gelangte. 2023 gelangte sie bei den Hallenweltmeisterschaften in Belgrad mit 4377 Punkten auf Rang neun im Fünfkampf und im August wurde sie bei den Europameisterschaften in München mit 6028 Punkten Elfte im Siebenkampf. Im Jahr darauf belegte sie bei den Halleneuropameisterschaften in Istanbul mit 4363 Punkten den achten Platz im Fünfkampf und 2024 wurde sie bei den Hallenweltmeisterschaften in Glasgow mit neuem Landesrekord von 4559 Punkten Vierte. Im Juni belegte sie bei den Europameisterschaften in Rom mit neuem Landesrekord von 6279 Punkten den sechsten Platz im Siebenkampf und anschließend wurde sie bei den Olympischen Sommerspielen in Paris mit 6220 Punkten 13. Im Jahr darauf belegte sie bei den Halleneuropameisterschaften in Apeldoorn mit 4476 Punkten den sechsten Platz im Fünfkampf.
In den Jahren von 2017 bis 2020 wurde Gerevini italienische Meisterin im Siebenkampf und 2019 und 2020 sowie 2022 und 2023 wurde sie Hallenmeisterin im Fünfkampf.

## Persönliche Bestleistungen
- Siebenkampf: 6379 Punkte, 8. Juni 2024 in Rom (italienischer Rekord)
  - Fünfkampf (Halle): 4559 Punkte, 1. März 2024 in Glasgow (italienischer Rekord)